# Oh, wie schön ist Panama (Film)
Oh, wie schön ist Panama ist ein deutscher Zeichentrickfilm für Kinder aus dem Jahr 2006 und basiert auf dem gleichnamigen Buch von Janosch.
Eine Fortsetzung der Geschichte kam 2012 mit der Verfilmung von Komm, wir finden einen Schatz in die deutschsprachigen Kinos.

## Handlung
Die beiden Freunde Kleiner Tiger und Kleiner Bär leben in einem kleinen Haus in der Nähe eines Flusses. Der kleine Tiger ist stets unternehmungslustig und macht sich gerne auf Suche nach Pilzen im Wald. Der kleine Bär dagegen bleibt lieber Zuhause und kocht seinem Freund ein leckeres Gericht oder geht an den Fluss zum Angeln. Ständiger Begleiter des kleinen Tigers ist die „Tigerente“, eine kleine gelbschwarz gestreifte Holzente mit Rädern.
Eines Morgens finden die beiden eine Holzkiste am Flussufer, die seitlich die Aufschrift „Panama“ trägt und im Inneren nach Bananen riecht. Sie glauben, dass das der Geruch von Panama ist und beschließen daraufhin, in das Land ihrer Träume zu reisen und so das Glück in der Ferne zu finden.
Mit einer Angel, einem Topf und der Tigerente im Gepäck machen sich der kleine Bär und der kleine Tiger auf den langen Weg in das unbekannte Land. Während ihres Fußmarsches werden sie unsicher, welcher Weg der Richtige ist und wie weit sie überhaupt noch gehen müssen. Auch die Tiere, denen sie unterwegs begegnen, können ihnen nicht weiterhelfen. In der Hoffnung schneller an ihr Ziel zu gelangen, springen der kleine Bär und der kleine Tiger auf einen Güterzug auf und machen dort Bekanntschaft mit dem Reiseesel Mallorca. Dieser erzählt, dass er sich ebenfalls auf einer Reise befindet. Im Gegensatz zum kleinen Bär und zum kleinen Tiger sucht er jedoch nicht nach einem bestimmten Ort, sondern nach der Liebe.
Als der Zug wegen eines umgestürzten Baumes für längere Zeit halten muss, entfernen sich der kleine Bär und der kleine Tiger vom Zug und gehen in den nahegelegenen Wald, um Pilze zu sammeln. Dabei vergessen sie die Zeit und verpassen knapp den Güterzug. Wieder fußläufig unterwegs stoßen sie auf eine alte Hängebrücke, die ein tiefes Flusstal überspannt. Trotz großer Vorsicht stürzt der kleine Tiger in den Fluss und bleibt zunächst spurlos verschwunden. Schließlich findet der kleine Bär ihn auf einem alten eingewachsenen Schiff unweit der Hängebrücke. Sie machen das Schiff anschließend wieder flott und setzen ihre Reise auf dem Wasser fort. Im Ozean begegnen sie zufällig einem Fisch, den der kleine Bär in ihrem alten Zuhause geangelt und anschließend wieder freigelassen hatte. Der Fisch hatte daraufhin versprochen, sich bei ihrer nächsten Begegnung zu revanchieren. Er schließt sich den beiden an und will ihnen bei ihrer Suche nach Panama behilflich sein.
Nachdem das Schiff in einem heftigen Unwetter zertrümmert wurde, werden die drei an einem einsamen Strand angespült. Dort finden sie Bananen in Hülle und Fülle und glauben daher, ihr Traumland Panama endlich gefunden zu haben. Nach kurzer Zeit haben sie sich an Bananen jedoch satt gegessen und sehnen sich nach mehr Abwechslung im Speiseplan. Auf der Suche nach Pilzen stellen sie enttäuscht fest, dass sie sich auf einer kleinen Insel befinden, bei der es sich unmöglich um Panama handeln kann.
Sie wollen die Insel wieder verlassen und halten deshalb Ausschau nach einem vorbeifahrenden Schiff. Um eine bessere Aussicht zu erhalten, klettern sie nach einiger Zeit auf eine besonders hohe Palme. Bei diesem Vorhaben rutscht der kleine Bär ab und fällt hinunter. Ein Paradiesvogel fängt den kleinen Bären jedoch rechtzeitig auf und bringt ihn wieder auf die Spitze der Palme. Der kleine Bär und der kleine Tiger klagen dem Vogel ihr Leid und dieser verspricht daraufhin, sie in das Land ihrer Träume zu bringen.
Nach einem langen Flug landet der Vogel bei einem verwilderten Haus inmitten einer grünen Hügellandschaft. Der kleine Bär und der kleine Tiger nehmen an, dass es sich bei diesem Ort um das lange ersehnte Panama handelt. Als sie das Haus näher betrachten, bemerken die beiden vergnügt, dass es sich um ihr altes Zuhause handelt und dies der wahre Ort ihrer Träume ist.

## Kritiken
„Trotz einiger inhaltlicher Änderungen, durch die die Abenteuerreise der liebenswürdigen Helden etwas ‚spektakulärer‘ wird, bleiben Optik und Charme des Originals gewahrt. Dank detailverliebter Bilder, einprägsamer Figuren und poetischer Musik ein stimmiges (Kinder-)Kinovergnügen.“

„Das reicht für einen mittelnetten Nachmittag mit irgendeiner mittelnetten Geschichte. Das reicht nicht für einen Kinofilm, auf dem der Name Janosch steht.“

„[…] Und der Kinderfilm glättet zwar Janoschs Bilder in konventioneller Zeichentrickmanier, lässt manche Elemente wie das rote Sofa unterbelichtet und fügt etwas Action hinzu, doch der Charakter der Vorlage bleibt erhalten.“